# Griseofulvin
Griseofulvin ist eine natürlich vorkommende chemische Verbindung aus der Gruppe der Schimmelpilzgifte (Mykotoxine). Es wird als Arzneistoff in der Behandlung von Hautinfektionen und -pilzen eingesetzt und peroral verabreicht. Chemisch handelt es sich beim Griseofulvin um ein Derivat des Benzofurans.

## Geschichte
Griseofulvin wurde 1939 in Kulturen von Penicillium griseofulvum entdeckt. Die Konstitution der Verbindung wurde erst 1952 aufgeklärt. Mittels Röntgenstrukturanalyse wurde 1977 die absolute Konfiguration bestimmt.

## Vorkommen
Neben dem Penicillium griseofulvum kommt Griseofulvin auch in Penicillium nigricans und Aspergillus lanosus vor. Es besitzt antimykotische Wirkung gegenüber Dermatophyten (Fadenpilze). Gegen andere Pilze wie z. B. Schimmelpilze ist es unwirksam.

## Darstellung und Gewinnung
Die technische Herstellung von Griseofulvin erfolgt durch Fermentation bei 25 °C mit Penicillium patulum in pH-geregelten und gut belüfteten Kulturen mit relativ hohen Kohlenhydratkonzentrationen. Die Isolierung erfolgt nach Abtrennung des Mycels durch eine Extraktion mit organischen Lösungsmitteln, wie z. B. Butylacetat.

## Eigenschaften
Griseofulvin ist eine feste kristalline Substanz. Sie tritt in drei polymorphen Formen auf, die sich in ihren Schmelzpunkten unterscheiden. Die thermodynamisch stabile und pharmazeutisch angewendete Form ist das Polymorph I. Die Formen II und III konnten nur durch eine Kristallisation aus der Schmelze gewonnen werden.
| Polymorphe Form | Schmelzpunkt (K) | Schmelzpunkt (°C) | Spezifische Schmelzenthalpie (J·g−1) | Molare Schmelzenthalpie (kJ·mol−1) | Dichte (g·cm−3) |
| --------------- | ---------------- | ----------------- | ------------------------------------ | ---------------------------------- | --------------- |
| Form I          | 492              | 219               | 116                                  | 40,9                               | 1,459           |
| Form II         | 486              | 213               | 82                                   | 28,9                               | 1,358           |
| Form III        | 477              | 204               | 78                                   | 27,5                               |                 |

Die Sublimationsdruckfunktion der Form I ergibt sich nach August entsprechend ln(P) = A−B/T (P in Pa, T in K) mit A = 35,27 und B = 15,995 im Temperaturbereich von 421,15 bis 445,15 K. Der Sublimationsdruck beträgt bei 148 °C 6,81·10−2 Pa, bei 172 °C 0,528 Pa. Hier ergibt sich eine mittlere Sublimationsenthalpie von 133,0 kJ·mol−1.

## Wirkungsmechanismus
Griseofulvin zeigt eine anti-proliferative Wirkung bei verschiedenen Krebszellen und inhibiert das Tumorwachstum von athymischen Mäusen. In vitro wird die Induktion von Apoptose bei Krebszellen beobachtet, während normale Zellen davon nicht betroffen sind.

## Unerwünschte Wirkungen
Überdosiert kann Griseofulvin zu Schlafstörungen, Schwindel und Kopfschmerz führen. Auch rheumatische Nebenwirkungen sind beobachtet worden. Die Wirksamkeit anderer Medikamente oder von Kontrazeptiva kann (durch Enzyminduktion verschiedener Cytochrom-P450-Isoenzyme) herabgesetzt werden.

## Strukturverwandte Naturstoffe
Es existieren mit Griseofulvin strukturverwandte Naturstoffe. Das Isogriseofulvin und das Epigriseofulvin werden aus Penicillium-Kulturen, das 7-Dechlorogriseofulvin aus Nigrospora-Kulturen gewonnen. 7-Brom-7-dechlorgriseofulvin entsteht, wenn Kulturen von Penicillium griseofulvum oder Penicillium nigricans Kaliumbromid zugegeben wird.

Isogriseofulvin
Epigriseofulvin
7-Dechlorogriseofulvin
7-Bromo-7-dechlorogriseofulvin

## Handelsnamen
Sanofi: Likuden (D, außer Handel). Fertigpräparate gibt es in den deutschsprachigen Ländern nicht mehr im Markt.